# Frank Launder
Frank Launder (* 28. Januar 1906 in Hitchin, Hertfordshire, England; † 23. Februar 1997 in Monte Carlo, Monaco) war ein britischer Drehbuchautor, Filmregisseur und Filmproduzent.

## Leben
Frank Launder wechselte nach einer Beamtenausbildung zur Schriftstellerei. Ab 1936 begann eine langjährige Zusammenarbeit mit Sidney Gilliat. Gemeinsam oder wechselseitig bei Projekten des anderen schrieben sie Drehbücher, führten Regie und übernahmen nach Gründung einer eigenen Produktionsgesellschaft auch die Produktionsverantwortung. Einer der bekanntesten Filme aus den Anfangsjahren ihrer Tätigkeit war Eine Dame verschwindet unter der Regie von Alfred Hitchcock, zu dem sie das Drehbuch verfassten, sowie mehrere Filme von Carol Reed. Im Lauf der Jahre begrenzte sich das Werk Launders, zu dem zu Beginn auch Kriminalfilme und auch Historiendramen gehört hatten, zunehmend auf Komödienstoffe.

## Filmografie (Auswahl)

### Drehbuchautor
- 1929: Under the Greenwood Tree
- 1930: The W Plan
- 1930: The Middle Watch
- 1930: Children of Chance
- 1931: The Woman Between
- 1931: Hobson’s Choice
- 1931: Kinder des Glücks (Children of Fortune)
- 1932: Keepers of Youth
- 1932: After Office Hours
- 1932: The Last Coupon
- 1932: Old Spanish Customers
- 1932: Josser in the Army
- 1932: For the Love of Mike
- 1933: Facing the Music
- 1933: You Made Me Love You
- 1933: Hawley’s of High Street
- 1933: Happy
- 1934: A Southern Maid
- 1934: Those Were the Days
- 1935: Emil und die Detektive (Emil and the Detectives)
- 1935: So You Won’t Talk
- 1935: Mr. What’s-His-Name?
- 1935: Rolling Home
- 1935: I Give My Heart
- 1935: Get Off My Foot
- 1935: The Black Mask
- 1936: Twelve Good Men
- 1936: Where’s Sally?
- 1936: Eine Leiche in Nizza (Seven Sinners)
- 1936: Educated Evans
- 1938: Eine Dame verschwindet (The Lady Vanishes)
- 1939: A Girl Must Live
- 1939: Inspector Hornleigh on Holiday
- 1940: Night Train to Munich
- 1941: Kipps – Roman eines einfachen Menschen  (Kipps)
- 1942: Partners in Crime (Kurzfilm)
- 1942: The Young Mr. Pitt
- 1943: Millions Like Us
- 1944: Two Thousand Women
- 1944: Der letzte Sündenfall (The Rake’s Progress)
- 1946: I See a Dark Stranger
- 1947: Captain Boycott
- 1948: Die blaue Lagune (The Blue Lagoon)
- 1950: Das doppelte College (The Happiest Days of Your Life)
- 1951: Maxie macht Karriere (Lady Godiva Rides Again)
- 1952: Folly to Be Wise
- 1954: Die Schönen von St. Trinians (The Belles of St. Trinian’s)
- 1955: Geordie
- 1956: Der grüne Mann (The Green Man)
- 1957: Am seidenen Faden (Fortune Is a Woman)
- 1957: Blue Murder at St Trinian’s
- 1959: Ein Schotte auf Brautschau (The Bridal Path)
- 1960: The Pure Hell of St Trinian’s
- 1964: Ring of Spies
- 1965: Joey Boy
- 1966: The Great St. Trinian’s Train Robbery
- 1980: The Wildcats of St Trinian’s

### Regisseur
- 1932: The Last Coupon
- 1942: Partners in Crime (Kurzfilm)
- 1943: Millions Like Us
- 1944: Two Thousand Women
- 1946: I See a Dark Stranger
- 1947: Captain Boycott
- 1948: Die blaue Lagune (The Blue Lagoon)
- 1950: Das doppelte College (The Happiest Days of Your Life)
- 1951: Maxie macht Karriere (Lady Godiva Rides Again)
- 1952: Folly to Be Wise
- 1954: Die Schönen von St. Trinians (The Belles of St. Trinian’s)
- 1955: Geordie
- 1957: Blue Murder at St Trinian’s
- 1959: Ein Schotte auf Brautschau (The Bridal Path)
- 1960: The Pure Hell of St Trinian’s
- 1965: Joey Boy
- 1966: The Great St. Trinian’s Train Robbery
- 1980: The Wildcats of St Trinian’s

### Produzent
- 1945: Der letzte Sündenfall (The Rake’s Progress)
- 1946: I See a Dark Stranger
- 1946: Achtung: Grün (Green for Danger)
- 1947: Captain Boycott
- 1948: London Belongs to Me
- 1949: Die blaue Lagune (The Blue Lagoon)
- 1950: Das doppelte College (The Happiest Days of Your Life)
- 1950: Staatsgeheimnis (State Secret)
- 1952: Folly to Be Wise
- 1953: The Story of Gilbert and Sullivan
- 1954: Die Schönen von St. Trinians (The Belles of St. Trinian’s)
- 1955: So etwas lieben die Frauen (The Constant Husband)
- 1955: Geordie
- 1956: Der grüne Mann (The Green Man)
- 1957: Am seidenen Faden (Fortune Is a Woman)
- 1957: Blue Murder at St Trinian’s
- 1959: Der Wahlk(r)ampf (Left Right and Centre)
- 1959: Ein Schotte auf Brautschau (The Bridal Path)
- 1960: The Pure Hell of St Trinian’s
- 1962: Lieben kann man nur zu zweit (Only Two Can Play)
- 1965: Joey Boy